# Ольшевська Наталя
Наталя Ольшевська (лит. Natalija Olševskaja) — радянська й литовська професійна шосейна велогонниця.

## Досягнення
1991
16-а на Women’s Challenge
Жіночий Тур ЄЕС
11-а в генеральній класифікації
6-а на Пролозі
7-а на 6-му етапі
Тур Бретані
2-а в генеральній класифікації
1-й етап
6-а на Тур де ла Дром
Тур де л'Од
9-а в генеральній класифікації
3-й етап
1992
29-а на Tour cycliste féminin
Жіночий Тур ЄЕС
13-а в генеральній класифікації
5-й етап
5-а на чемпіонаті світу — командні перегони
10-а на Турі Бретані
Тур де л'Од
22-а в генеральній класифікації
2-й етап
1993
19-а на Грація Орлова
62-а на Тур де л'Од